# 조해나 브래디
조해나 브래디(Johanna Braddy, 1987년 8월 30일 ~ )는 미국의 배우이다.

## 출연 작품

### 영화
- Home of the Giants (2007)
- Hurt (2009)
- Wild About Harry (2009)
- 페임 (2009)
- 그루지 3 (2009)
- 이지 A (2010)
- 본 투 레이스 (2011, Born to Race)
- 파라노말 액티비티 3 (2011)
- The Levenger Tapes (2011)
- 콜렉션 (2012)
- Believe Me (2014)
- 런 더 타이드 (2016, Run the Tide)
- 카드보드 복서 (2016, Cardboard Boxer)

### 텔레비전
- 그릭 (2009)
- 콴티코 (2015-18)